# Соболев, Иван Александрович
Иван Александрович Соболев (род. 24 сентября 1992, Тольятти, Самарская область) — российский пианист, композитор

## Биография
Родился в Тольятти,Самарская область 24 сентября 1992 году. С 2000 по 2007 год обучался в Школа искусств им. М. А. Балакирева в г.Тольятти,Самарская область.
В 2013 году поступает в Нижегородская государственная консерватория имени М. И. Глинки по специальности «композиция»
В 2017 году сотрудничал с французским режиссёром Agathe Cury (Агата Кюри)
В 2018 году Джазовый журнал «jazzquad» отмечает высокой оценкой сборники: «Delicious Blues» и «New Knight of Romanticism»
Во время пандемии COVID-19 начал экспериментировать с музыкой в жанрах неоклассики и эмбиента, что впоследствии сформировало его характерное звучание.
2 ноября 2023 года приступил к созданию музыкального сопровождения для видеоигры One Eleven, разрабатываемой студией Kitten Purradise Studios.
12 ноября 2023 года выпустил альбом Dream in the River of Time, выполненный в стиле эмбиент-неоклассики. Работа утвердила новый музыкальный стиль автора, акцентируя внимание на медитативности и атмосферности звучания.
Четвёртый сольный альбом, Winter Melody, вышел 30 ноября 2024 . Он включает восемь меланхоличных композиций, представляющих собой музыкальный дневник, отражающий внутренние переживания, тревогу и чувство одиночества. Работа над альбомом велась в преддверии операции на кисть, которая на длительное время ограничила возможность исполнения музыки.

## Список сочинений
- 2 цикла фантазий для фортепиано
- соната для фортепиано
- 4 джазовых сборника
- 6 ноктюрнов для фортепиано
- альбом «Dream in the River of Time»
- альбом «Silent Echoes of Alone»
- альбом «Sound Shards»
- альбом «Winter Melody»
- Фортепианные сборники «Nostalgia»